# Miguel Benancio Sánchez
Miguel Benancio Sánchez (Bella Vista, 6 novembre 1952 – 8 gennaio 1978) è stato un atleta argentino.

## Biografia
La vicenda di Sánchez è una testimonianza delle vittime della dittatura militare in Argentina tra il 1976 e il 1983. Sánchez era un giovane atleta argentino, che si era dedicato alla corsa su strada e aveva sognato di competere nella famosa gara di San Silvestre a San Paolo, in Brasile.
Sánchez aveva una passione per la corsa e si allenava duramente, dedicando ore alla sua preparazione. Aveva anche una vita normale, lavorando presso una banca e vivendo a Buenos Aires. Tuttavia, le sue simpatie politiche per il peronismo erano note, ma sembrava che il suo impegno politico fosse diminuito a causa delle pressioni del lavoro e dello sport.
L'8 gennaio 1978, dopo aver partecipato alla San Silvestre di San Paolo, Sánchez fu arrestato da un gruppo di uomini armati che lo prelevarono dalla sua casa di notte. I suoi familiari cercarono disperatamente di scoprire cosa fosse successo, ma non ricevettero mai una risposta chiara sul suo destino.
La sua scomparsa rappresenta uno dei tanti casi di "desaparecidos" durante quel periodo oscuro della storia argentina. Questi "desaparecidos" erano persone che venivano rapite e fatte sparire senza lasciare tracce, spesso vittime di torture e omicidi nelle strutture clandestine di detenzione dell'esercito.
La famiglia di Sánchez cercò di ottenere giustizia e fare luce sulla sua scomparsa presentando un habeas corpus, ma non ebbero successo. Anche quando la dittatura militare in Argentina ebbe termine nel 1983, Sánchez non fu mai ritrovato, e la sua sorte rimase sconosciuta.
Nonostante ciò, la memoria di Sánchez vive attraverso una corsa annuale chiamata "La corsa di Miguel", che si tiene in tutto il mondo e coinvolge migliaia di partecipanti. Questa manifestazione serve a commemorare la sua vita e a richiamare l'attenzione sulla tragedia dei "desaparecidos" in Argentina. Sánchez rappresenta simbolicamente tutte le persone che sono state vittime della dittatura e non hanno mai avuto giustizia.
| Controllo di autorità | VIAF (EN) 61758704 · ISNI (EN) 0000 0000 8141 3114 · LCCN (EN) n95022194 · BNE (ES) XX943004 (data) · BNF (FR) cb14231292z (data) |